# Stenocephalemys ruppi
Stenocephalemys ruppi is een knaagdier uit het geslacht Stenocephalemys dat voorkomt in Bonke en Bulta in de regio Gamo Gofa in het zuidwesten van Ethiopië. Deze soort staat in enkele morfologische kenmerken tussen S. albocaudata en S. griseicauda enerzijds en S. albipes anderzijds in. S. ruppi werd oorspronkelijk beschreven als een soort van Praomys, later in Myomys geplaatst en uiteindelijk naar Stenocephalemys verplaatst.